# 베벌리 윌스

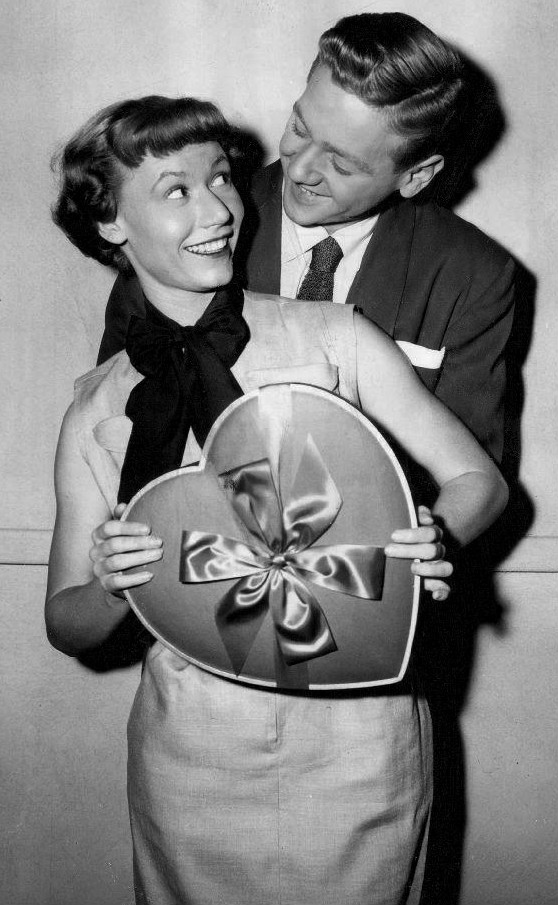

베벌리 윌스(영어: Beverly Wills, 1933년 6월 7일 ~ 1963년 10월 24일)는 미국의 배우, 텔레비전 배우, 영화배우이다.
로스앤젤레스에서 태어났으며 팜스프링스에서 사망하였다.

## 영화
- 건망증 선생님 2 (1963년)
- 레이디스 맨 (1961년)
- 뜨거운 것이 좋아 (1959년)
- 스몰 타운 걸 (1953년)
- 조지 화이트의 스캔달 (1945년)